# Тихомиров, Николай Иванович (генерал-майор)
Николай Иванович Тихомиров (1855 — 1913?) — генерал-майор, Георгиевский кавалер (1905).

## Биография
Родился в семье священника Симбирской губернии. Окончил 4 класса Симбирской духовной семинарии.
Военная служба началась с 1 сентября 1874 года — в 8-м пехотном Эстляндском полку. Сразу же он был направлен (10 сентября) в Казанское пехотное юнкерское училище; вернулся в полк 20 июня 1875 года. Прапорщик — с 5 декабря 1875 года (старшинство с 5.02.1875).
Подпоручиком (с 13.06.1877) участвовал в русско-турецкой войне 1877-1878 гг.: был при взятии Ловчи, штурме Плевны и пленении войск Османа-Паши; получил контузию. Поручик с 17 января 1879 года; в этом же году награждён орденом Св. Анны 4-й степени с надписью «За храбрость» (28.04.1879).
В штабс-капитаны произведён 24 июня 1882 года, в капитаны — с 1 февраля 1887 года; в течение более 18 лет командовал ротой. Окончил Офицерскую стрелковую школу.
Получив звание подполковника (26.02.1897), был переведён в 152-й пехотный Владикавказский полк; был исполняющим должность заведующего хозяйством полка с 22 апреля 1897 года, утверждён в должности 24 июля 1898 года. С 16 апреля по 31 мая 1902 года был председателем полкового суда, затем, до 3 сентября 1902 года — председателем комитета офицерского заёмного капитала; с 31 октября 1903 года — командир 1-го батальона.
Был переведён 13 марта 1904 года в 19-й Восточно-Сибирский стрелковый полк — командиром 3-го батальона. Участвовал в русско-японской войне 1904—1905 гг., был контужен. Временно командовал полком с 25 июля по 1 августа 1904 года.
За отличия против японцев с 19 по 21 августа 1904 года был награждён Золотым оружием. Также был награждён орденом Св. Георгия 4-й степени за то, что 

3 октября 1904 г., при штурме Путиловской сопки, быстрым и смелым натиском 3-го батальона взял штыками без выстрела высоту и укрепления, составлявшие тактический ключ позиции
С 20 ноября 1904 года был назначен командующим 86-м пехотным Вильманстрандским полком, с 6 декабря 1904 года — полковник (старшинство с 17.07.1904). Утверждён в должности командира полка 24 декабря 1904 года.
Генерал-майор с 14 июля 1910 г. (старшинство с 14.07.1910 г., за отличие по службе) с назначением командиром 2-й бригады 50-й пехотной дивизии.
В отставке с 13 февраля 1913 года.

## Награды
- орден Св. Анны 4-й ст. с надписью «За храбрость» (28 апреля 1879 г.)
- орден Св. Станислава 3-й ст. (15 мая 1883 г.)
- орден Св. Станислава 2-й ст. (25 июня 1895 г.)
- орден Св. Владимира 4-й ст. с бантом за выслугу 25 лет (6 декабря 1901 г.)
- орден Св. Анны 2-й ст. (1 августа 1902 г.)
- орден Св. Георгия 4-й ст. (приказ № 89 от 7 ноября 1904 г., пожалование утверждено 13 февраля 1905 г.)
- Золотое оружие с надписью «За храбрость» (приказ № 181 от 27 ноября 1904 г., пожалование утверждено 5 февраля 1906 г)
- орден Св. Владимира 3-й ст. с мечами (1905)

иностранные
- румынский Крест «За переход через Дунай».